# Cemal Çavdarlı
 (mai 2021).
La mise en forme du texte ne suit pas les recommandations de Wikipédia : il faut le « wikifier ».
Les points d'amélioration suivants sont les cas les plus fréquents :
- Les titres sont pré-formatés par le logiciel. Ils ne sont ni en capitales, ni en gras.
- Le texte ne doit pas être écrit en capitales (les noms de famille non plus), ni en gras, ni en italique, ni en « petit »…
- Le gras n'est utilisé que pour surligner le titre de l'article dans l'introduction, une seule fois.
- L'italique est rarement utilisé : mots en langue étrangère, titres d'œuvres, noms de bateaux, etc.
- Les citations ne sont pas en italique mais en corps de texte normal. Elles sont entourées par des guillemets français : « et ».
- Les listes à puces sont à éviter, des paragraphes rédigés étant largement préférés. Les tableaux sont à réserver à la présentation de données structurées (résultats, etc.).
- Les appels de note de bas de page (petits chiffres en exposant, introduits par l'outil «  Source ») sont à placer entre la fin de phrase et le point final[comme ça].
- Les liens internes (vers d'autres articles de Wikipédia) sont à choisir avec parcimonie. Créez des liens vers des articles approfondissant le sujet. Les termes génériques sans rapport avec le sujet sont à éviter, ainsi que les répétitions de liens vers un même terme.
- Les liens externes sont à placer uniquement dans une section « Liens externes », à la fin de l'article. Ces liens sont à choisir avec parcimonie suivant les règles définies. Si un lien sert de source à l'article, son insertion dans le texte est à faire par les notes de bas de page.
- La présentation des références doit suivre les conventions bibliographiques. Il est recommandé d'utiliser les modèles {{Ouvrage}}, {{Chapitre}}, {{Article}}, {{Lien web}} et/ou {{Bibliographie}}. Le mode d'édition visuel peut mettre en forme automatiquement les références.
- Insérer une infobox (cadre d'informations à droite) n'est pas obligatoire pour parachever la mise en page.

Pour une aide détaillée, merci de consulter Aide:Wikification.
Si vous pensez que ces points ont été résolus, vous pouvez retirer ce bandeau et améliorer la mise en forme d'un autre article.
Cemal Çavdarlı (né à Emirdağ, en Turquie, le 15 mars 1966) est un homme politique et imam belgo-turc.

## Biographie
Son père turc avait émigré en France en 1969 et avait déménagé en Belgique en 1972. Cemal est venu en Belgique avec sa mère en 1975.
Il retourne en Turquie pour suivre une formation d'imam au lycée İmam Hatip de Eskişehir. Il revient en Belgique et s'installe à Gand, où à partir de 1988 il est professeur de religion, de culture et d'histoire islamiques, payé par la Diyanet. Il devient imam et président du Centre culturel turc de Gand. Il étudie les sciences pédagogiques à l'Université de Gand. Il devient membre de l'Assemblée musulmane belge en décembre 1998 et est devenu membre de l'exécutif des musulmans en 1999,.

### Parcours politique
Çavdarlı rentre en politique comme membre du parti socialiste flamand sp.a. Du 15 juillet 2003 au 15 septembre 2004, il est député à la Chambre des représentants, succédant à Freya Van den Bossche. Du 15 septembre 2004 au 2 mai 2007, il devient député, en remplacement du démissionnaire Daan Schalck. Au cours de son mandat parlementaire, il a accompli son service militaireen Turquie, ce qui a suscité une controverse sur la loyauté des binationaux.
Au cours de son mandat parlementaire, en décembre 2005, Cemal Çavdarlı a voté en faveur du projet de loi de Guy Swennen sur l'homoparentalité.
En 2007, il est candidat sur la liste sp.a au Sénat, mais ne sera pas élu. Il fera partie des mandataires en infraction n'ayant pas déposé leur déclaration de mandats et de patrimoine à la Cour des comptes en 2007.
Écarté des listes électorales en 2010, il quittera le sp.a. En mai 2010, il devient candidat sur la liste Dedecker. Il ne sera pas élu.
En 2011, grâce à sa double nationalité, il est candidat aux élections législatives en Turquie, sur une liste de l'AKP. Il ne sera pas élu,.